# Уварово (Ступинский район)
Уварово — деревня в Ступинском районе Московской области в составе Городского поселения Жилёво (до 2006 года — входила в Новоселковский сельский округ). На 2016 год в Уварово 2 улицы — Заречная и Радужная. Впервые в исторических документах селение упоминается в 1577 году, как «деревня Уварово на Уваровском ручейку о 25 домах в вотчине П. И. Головина. Старая его вотчина».

## Население
| 2002 | 2006 | 2010 |
| ---- | ---- | ---- |
| 4    | ↘3   | →3   |

Уварово расположено в центральной части района, на ручье, ранее называвшемся Уваровский (правый приток реки Дубровка, левого притока реки Каширка), высота центра деревни над уровнем моря — 171 м. Ближайшие населённые пункты примерно в 1,5 км: Секирино — на юго-восток и Сотниково — на юго-запад.